# Pisonovo spiknutí
Pisonovo spiknutí z roku 65, v jehož čele stál Gaius Calpurnius Piso z římské rodiny Calpurniů, bylo namířeno proti římskému císaři Neronovi. Spiknutí bylo vyzrazeno a jeho vůdci byli popraveni nebo přinuceni spáchat sebevraždu.

## Pozadí a příprava
Mezi nejvyšší vrstvou římských obyvatel panovala silná nespokojenost s Neronovým způsobem vládnutí. Ke spiknutí přispěla skutečnost, že Seneca a Gaius Calpurnius Piso byli donašečem obviněni, že organizují spiknutí s cílem svrhnout císaře. Toto obvinění se neprokázalo, snad i proto, že  Nero nechtěl po zapuzení své manželky Octavie vyvolávat novou vlnu pobouření odsouzením dvou tak známých osobností.
Poté se Seneca stáhl do ústraní, Piso se, na rozdíl od něho, zaměřil na hledání spojenců. Aby se ale vyhnul podezření, pobýval často ve své vile v Baiae, kde i přes napjatý vztah býval Nero častým hostem. Se svými spojenci komunikoval prostřednictvím spojek. Plán neměl konkrétnější obrysy, ale když hrozilo že bude odhalen, spiklenců se zmocnila panika a vznikl plán zavraždit Nerona přímo v Pisonově vile v Baiae. Proti tomu se postavil Piso, tvrdě, že něco takového jako hostitel nemůže připustit. Přestože pravděpodobným důvodem byla jeho obava z toho, kdo by se po Neronově smrti mohl chopit moci v Římě, byl schválen plán, že císař bude zabit v Římě při hrách.

## Vyzrazení
Plán však vyzradil Scaevinův propuštěnec Milichus a jeho manželka, kteří dalšího účastníka spiknutí, Flavia Scaevina, udali. Milichus vypověděl, že dostal od Scaevina příkaz nabrousit dýku, připravit obvazy na rány a prostředky na zastavení krve, a že Scaevinus pořídil závěť, vystrojil hostinu a oblíbené otroky propustil na svobodu. Nic konkrétního však nevěděl a Scaevinovi se zpočátku dařilo podezření lehce odrážet. Protože však vypovídal odlišně od dalšího spiklence, kterého Milichova manželku udala – Antonnia Natala, byli oba podrobeni mučení. Natalis přiznal, že spiknutí se účastnili Piso a Seneca. Scaevinus přidal udání básníka Lucana, Quintiana a další jména. Na základě těchto výpovědí byli mnozí  účastníci spiknutí popraveni, jiní přinuceni spáchat sebevraždu. Lateranovi sťali hlavu, Piso si podřezal žíly. Natalis, který na Pisonovu žádost navštívil Senecu, při mučení vypověděl, že Seneca se přímo nezapojil, ale prohlásil, že jeho život je spjat s Pisonovým zdarem. To císaři stačilo a ačkoli Seneca ve skutečnosti ke spiklencům nepatřil, musel na císařův rozkaz spáchat sebevraždu. Zabil se i básník Lucanus. Zprávu o neúspěchu Pisonova pokusu skoncovat s Neronovým režimem přijaly urozené vrstvy s pocitem zklamání i strachu z dalších represí.